# Coelichneumon cabrerai
Coelichneumon cabrerai là một loài tò vò trong họ Ichneumonidae.